# Christy Doran
Christy Doran est un guitariste de jazz, né à Dublin, Irlande en activité à Lucerne, Suisse.
Doran a créé OM avec Fredy Studer, Urs Leimgruber, et Bobby Burri dans les années 1970; ce groupe a enregistré pour ECM Records. Lui et Studer ont travaillé ensemble sur un projet hommage à Jimi Hendrix dans les années 1990.
Doran a travaillé avec de nombreux musiciens renommés du free jazz et de l'avant-garde tels Marty Ehrlich, Robert Dick, Ray Anderson, Han Bennink, Albert Mangelsdorff, Louis Sclavis, Marilyn Mazur, Herb Robertson, John Wolf Brennan, Patrice Héral, Jamaaladeen Tacuma, et Carla Bley.
Doran crée New Bag en 1997, et est en tournée mondiale de 1998 à 2000 avec le groupe.
Doran enseigne à la Haute École de musique de Lucerne

## Discographie
- Harsh Romantics (1984)
- The Returning Dream of the Leaving Ship (1986)
- Red Twist & Tuned Arrow (1987)
- Henceforward (1988)
- Christy Doran's Phoenix (1989)
- Corporate Art (1991)
- What a Band (1991)
- Musik für zwei Kontrabässe, elektrische Gitarre und Schlagzeug (1991) (ECM 1436-84794)[2]
- Play The Music Of Jimi Hendrix (1995)
- Race the Time (1997)
- Shaman (2000)
- Black Box (2002)
- Heaven Is Back in the Streets (2003)
- Triangulation (2004)
- Confusing The Spirits (2004)
- Perspectives (2005)
- Jimi (2005)
- La Fourmi (2005)
- Now's the Time (2006)
- Triangulation: Whirligigs (2010)
- New Bag: Take the Floor and Lift the Roof, avec Bruno Amstad, Dominik Burkhalter, Vincent Membrez (Double Moon Records, 2011)
- New Bag: Mezmerized (Double Moon, 2013)
- Undercurrent – Live at Theater Gütersloh (Intuition, 2018)
- Christy Doran’s Sound Fountain: For the Kick of It (Between the Lines, 2019)